# باشگاه فوتبال وینزار
باشگاه فوتبال وینزار (به انگلیسی: Windsor Football Club) یک باشگاه فوتبال در شهر وینزار، کشور انگلستان است که در سال ۲۰۱۱ میلادی تأسیس شده‌است.